# Nikolaus I. von Gutenburg
Nikolaus I. von Gutenburg (* nach 1300; † 5. März 1364 in Einsiedeln) war von 1357 bis 1364 der 25. Abt des Benediktinerklosters Einsiedeln.

## Leben
Nikolaus von Gutenburg entstammte der Familie der Freiherren von Gutenburg, deren Stammsitz vermutlich die Gutenburg in der Gemeinde Madiswil, Ortsteil Gutenburg (Kanton Bern, Schweiz) war. Nikolaus selbst entstammte einem Familienzweig, dem die Gutenburg im Schlüchttal gehörte (heute Stadt Waldshut-Tiengen). Die Nachfolge des Vaters Walther ging an den älteren Bruder Hugo über.
Nikolaus von Gutenburg ist ab 1328 als Mönch des Klosters Reichenau belegt und hatte dort zuletzt die Funktion eines Custos oder Propsts inne. Nach der Wahl Heinrichs von Brandis zum Bischof von Konstanz wurde Nikolaus von Gutenburg am 22. Dezember 1357 durch Papst Innozenz VI. zu Heinrichs Nachfolger als Abt von Einsiedeln bestimmt. Nikolaus von Gutenburg konnte die für die Ernennung vereinbarten Gelder für den apostolischen Stuhl nicht aufbringen und wurde deshalb zunächst suspendiert, exkommuniziert und verfiel der Irregularität. Über das Stift wurde ein Interdikt verhängt. Erst Ende 1359 konnte sich Nikolaus von Gutenburg mit dem apostolischen Stuhl vergleichen. 
Trotz prekärer finanzieller Lage des Stiftes konnte er 1361 ein Spital in Einsiedeln einrichten. 
Nikolaus von Gutenburg verstarb nach einer Regentschaft in einer Friedensperiode am 5. März 1364.